# Tino Gottlöber
Tino Gottlöber (* 2. Dezember 1965) ist ein ehemaliger deutscher Fußballspieler.

## Sportliche Laufbahn
Im Sommer 1984 rückte Tino Gottlöber aus dem Juniorenbereich der SG Dynamo Dresden in die 2. Mannschaft der Schwarz-Gelben auf, die im DDR-Fußball in der zweitklassigen Liga antrat. Mit der von Wolfgang Haustein trainierten Dynamo-Reserveelf belegte der offensive Mittelfeldmann in seiner Premierensaison im Männerfußball den 3. Rang.
Vor der Spielzeit 1985/86 ging der ehemalige DDR-Juniorennationalspieler zur BSG Fortschritt Bischofswerda, von der er 1978 nach Dresden gewechselt war. Mit dem Team aus Bischofswerda gelang Gottlöber der Sprung ins Oberhaus. In der ostdeutschen Eliteklasse debütierte der damalige Student am 1. Spieltag 1986/87 unter dem früheren Dynamo-Spieler Horst Rau als Coach beim torlosen Heimremis gegen seine frühere Gemeinschaft aus Dresden. Dem Oberliga-Neuling gelang der Klassenerhalt im Frühjahr 1987 nicht und erst mit dem Liga-Staffelsieg 1988/89 kehrte die Fortschritt-Elf in die höchste Spielklasse des Arbeiter- und Bauern-Staates zurück. Auch in seiner zweiten Erstligasaison stieg Gottlöber, inzwischen als Maschinenbauer geführt, mit Schiebock im Wendejahr ab.
In der letzten eigenständigen Saison des ostdeutschen Fußballs sicherte sich der FC Rot-Weiß Erfurt die Dienste des 1,69 Meter großen Angreifers. Im März 1991 wechselte Gottlöber von Bischofswerda aus der Liga zu den Erfurtern in die Oberliga. Als Tabellendritter der Abschlussspielzeit qualifizierte sich RWE für die 2. Bundesliga – und ebenfalls für den Europapokal.
Im UEFA Cup der Saison 1991/92 schieden die Erfurter nach dem Gesamtsieg gegen den FC Groningen in Runde 1 dann gegen den späteren Sieger Ajax Amsterdam aus. Im Ligabetrieb mussten die Rot-Weißen als Tabellenletzter der Staffel Süd die 2. Liga verlassen.
Von 1992 bis 1997 lief Gottlöber noch einmal für den Bischofswerdaer FV 08 auf. Neben der drittklassigen Amateur-Oberliga und der viertklassigen Oberliga im NOFV-Bereich spielte der frühere Erstligakicker ebenso in der wiedereingeführten Regionalliga mit dem BFV.

## Weiterer Werdegang
Bei Schiebock wirkt der ehemalige Spieler als Nachwuchskoordinator und Trainer der Frauenmannschaft.